# Selje

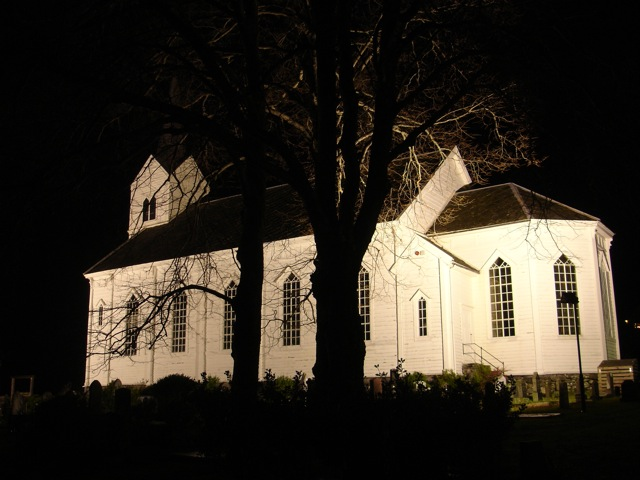
Selje temploma.

Selje elhelyezkedése Sogn og Fjordane megyében.

Selje község címere.

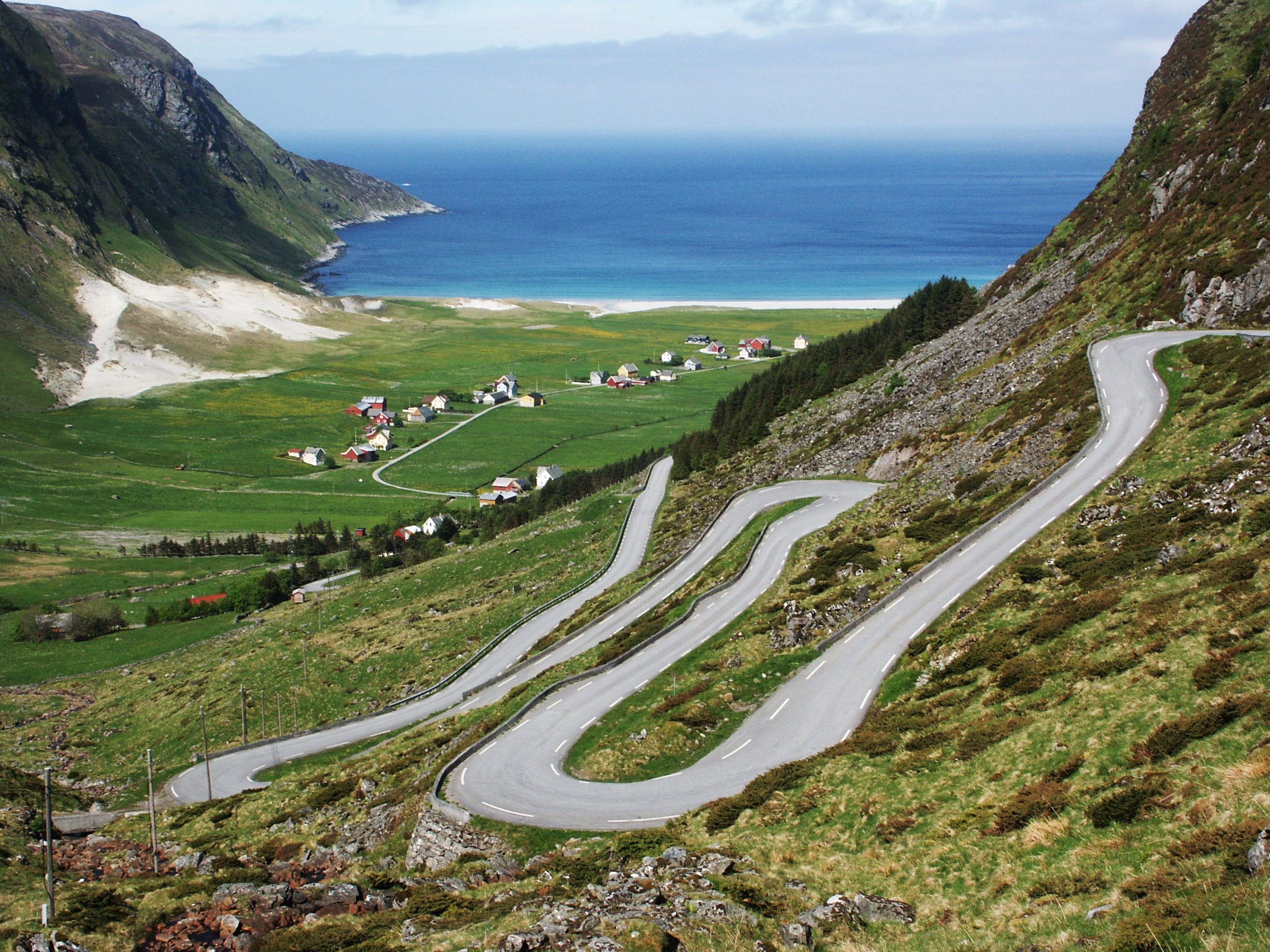
Hoddevik falu a Stad-félszigeten.

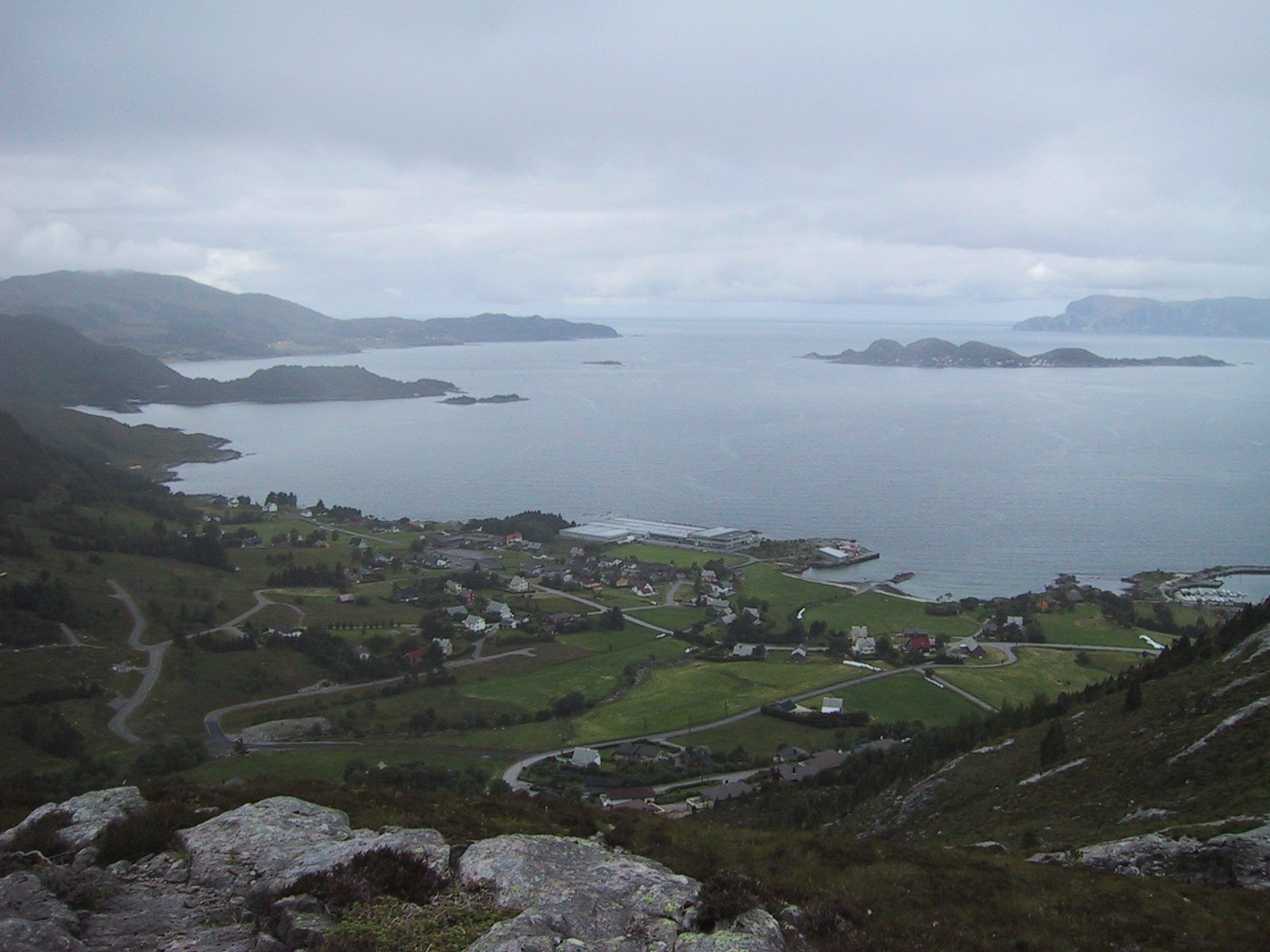
Flatraket.

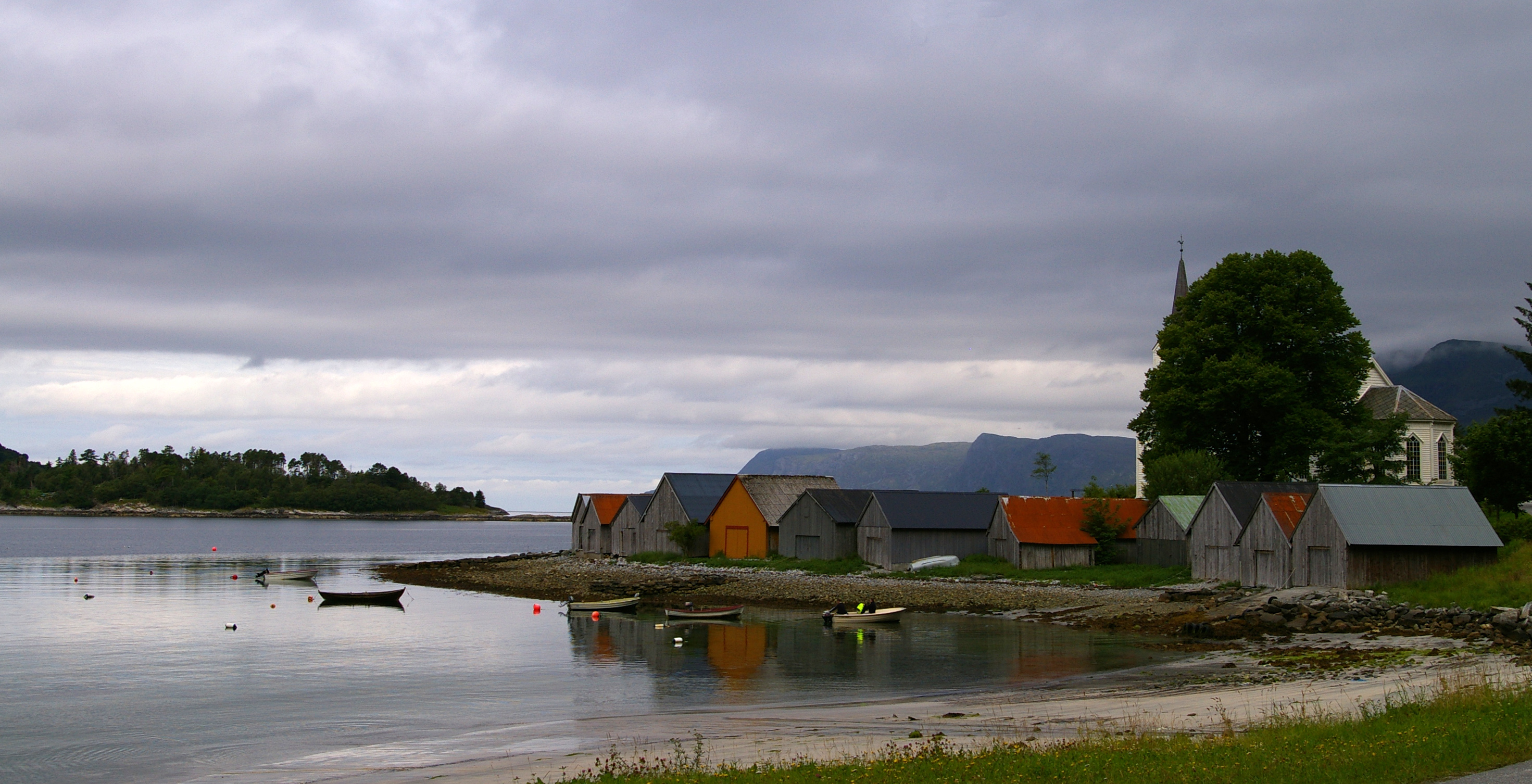
Hajóházak Seljében.

Selje község Norvégia nyugati részében, Sogn og Fjordane megye legészaknyugatibb részében, Nordfjord hagyományos régióban. Legnagyobb része a Stad-félszigeten és környékén található.
Területe 219,9 km2, népessége 2874 (2009. január 1-jén). Más falvai közt van Barmen, Ervik, Flatraket, Hoddevik és Leikanger.
Közigazgatási központja Selje falu, amelynek 2007-ben 685 lakója volt).
Selje Norvégia első három püspöki székhelye közt volt (Oslo és Nidaros mellett). Miután a székhely Bergenbe költözött, a seljei templomot szerzetesek vették át. 1536-ban kalózok pusztították át a templomot. A községben található a seljei apátság is, egy korábbi bencés kolostor Selja szigetén. Az apátság és a templom romjai ma is láthatók a szigeten.

## Neve
A község (eredetileg az egyházközség) Selja kis szigetéről kapta nevét, mivel a vidék első temploma ott épült. A név jelentése nem ismert. 1989-ig a nevet Selø vagy Selløealakban írták.

## Címere
Címerét 1991-ben kapta. Szent Sunniva látható rajta, aki a legenda szerint Selja szigeten halt mártírhalált.

## Története
Selje 1838. január 1-jén lett község (lásd: formannskapsdistrikt). Területe megegyezett a korábbi egyházközséggel (prestegjeld), Hove és Vågsøy alegyházközségekkel (sokn).
1906-ban Vågsøyt két részre osztották, Nord-Vågsøyre (Észak-Vågsøy) és Sør-Vågsøyre (Dél-Vågsøy). Ezek 1910. január 1-jén leváltak Seljéről és önálló községek lettek. Hovét ugyanakkor átkeresztelték Selje névre. A szétválás után Selje népessége 3367 volt.
1964-ben Nord-Vågsøy, Sør-Vågsøy és Selje egyes részei egyesültek, létrehozva Vågsøy községet. Seljétől ekkor került el Silda sziget, a Hagevik-Osmundsvåg terület és Sørpollen és Straumen birtokok. A Seljétől ekkor elkerült területeknek 344 lakója volt.

## Templomai
A Norvég Egyháznak három temploma van Selje egyházközségben, amely a bjørgvini püspökség része és azon belül Nordfjord vidéki prépostságé (Prosti).
| Egyházközség (Prestegjeld)                             | Al-egyházközség (Sogn) | A templom neve   | Építés éve | Helye     |
| ------------------------------------------------------ | ---------------------- | ---------------- | ---------- | --------- |
| Selje Parish                                           | Ervik*                 | Ervik kyrkje     | 1970       | Ervik     |
| Selje Parish                                           | Leikanger*             | Leikanger kyrkje | 1866       | Leikanger |
| Selje Parish                                           | Selje                  | Selje kyrkje     | 1866       | Selje     |
| *Korábban Selje sogn része, 1997-ben lett önálló sogn. |                        |                  |            |           |

## Földrajza
Selje a Stad-félszigetből, illetve Barmøya, Venøya és Selja szigeteiből áll. A községet három oldalról víz veszi körül: nyugatról a Sildagapet öböl, északon az Északi-tenger északkeleten pedig a Vanylvsfjorden. Déli és nyugati szomszédja Vågsøy község, keleten a Møre og Romsdal megyei Vanylven és Sande.

## Gazdasága
Hagyományos fő gazdasági ágai a halászat és a mezőgazdaság. Ezekhez társult a haltenyésztés, a hajóépítés, a textil- és a szolgáltatóipar.

## Látványosságai

### Selja
Selja szigetén, 15-perces hajóútra Seljétől, a seljei apátság romjai tekinthetők meg. Az apátság egy tornya ép. Az apátságot bencés szerzetesek építették a 12. század elején Szent Sunniva tiszteletére. Sunniva tisztelete ma is él. Ő Norvégia egyetlen női szentje a két férfi szent mellett (Szent Olaf és Szent Hallvard); Nyugat-Norvégia védőszentje. A legenda szerint Sunniva az ír király lánya volt, aki akkor menekült el, mikor az országot pogányok hódítottak meg, és az új király őt akarta feleségül. Selja szigetén lépett partra Norvégiában. A legenda szerint a Szent Sunniva-barlangban halt meg. A sziget első templomát Szent Mihály arkangyalnak szentelték.
Selja szigetén található még:
- Az első egyházközségi templom helye, ahonnan a templom később a félszigetre költözött. A Szent Sunniva templom romjai azon a helyen, ahol I. Olaf norvég király Norvégia egyik első templomát építtette.
- Az angol szentnek, Albannek szentelt kolostortemplom romjai. A kolostor romjait még ma is használják szertartásokra> misékre és esküvőkre.
- A sziget déli részében számos viking sírt és egy vaskori „hosszúház” maradványait találták.[7]

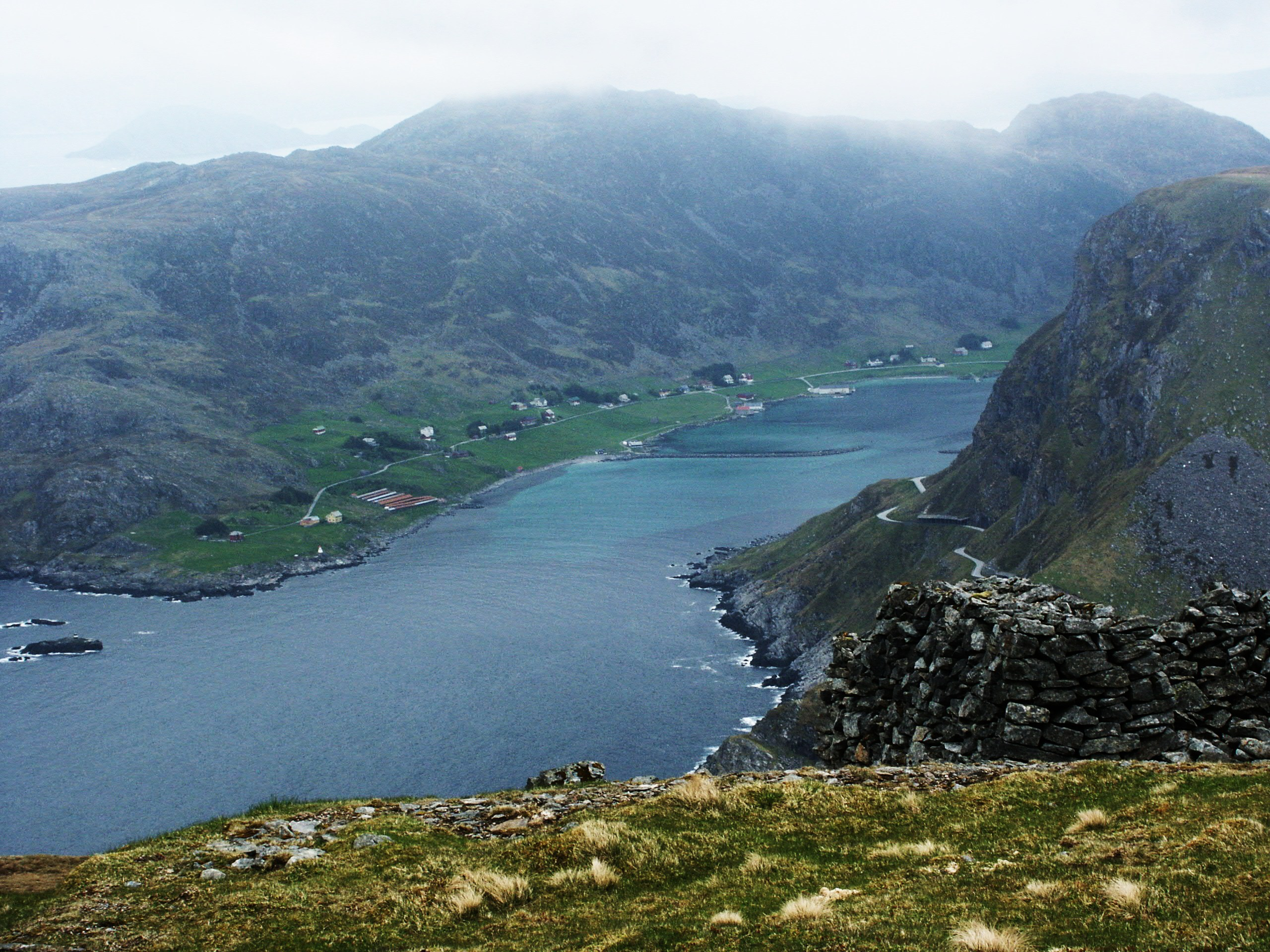
A Honningsvåg tó a Stad-félszigeten.

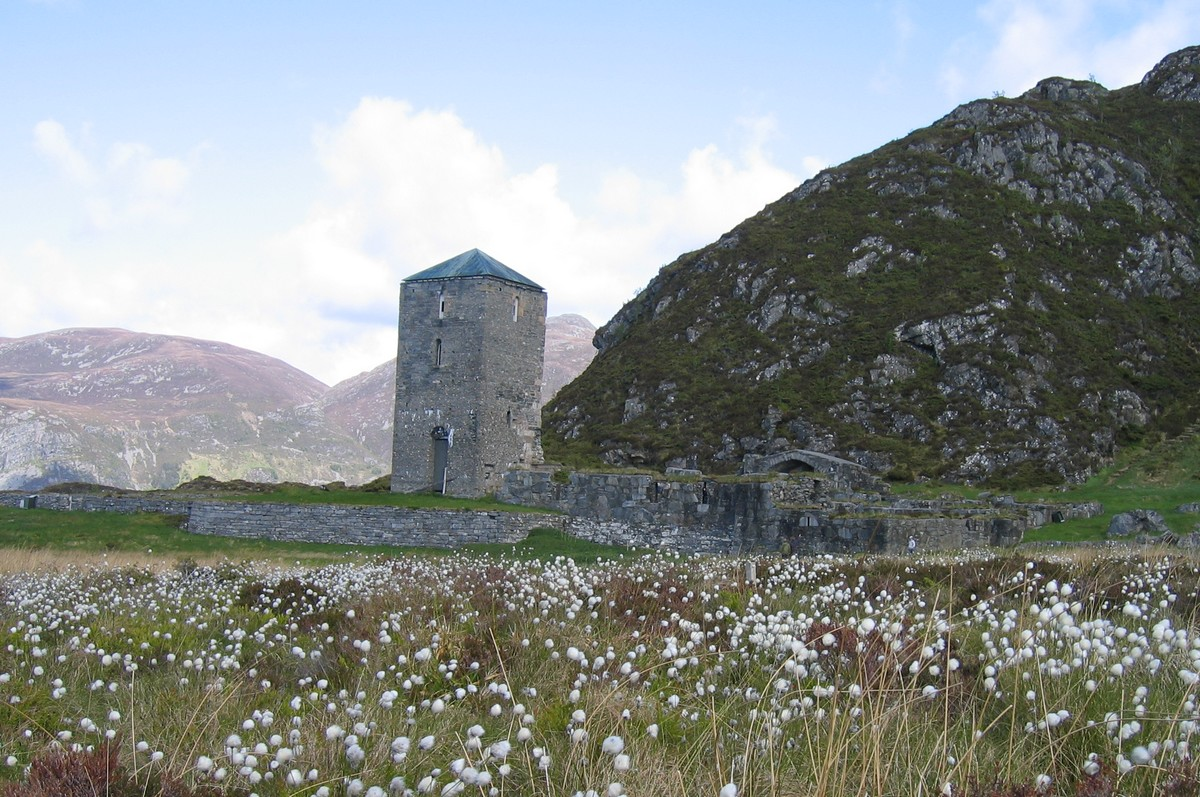
A seljei apátság romjai Selja szigetén.

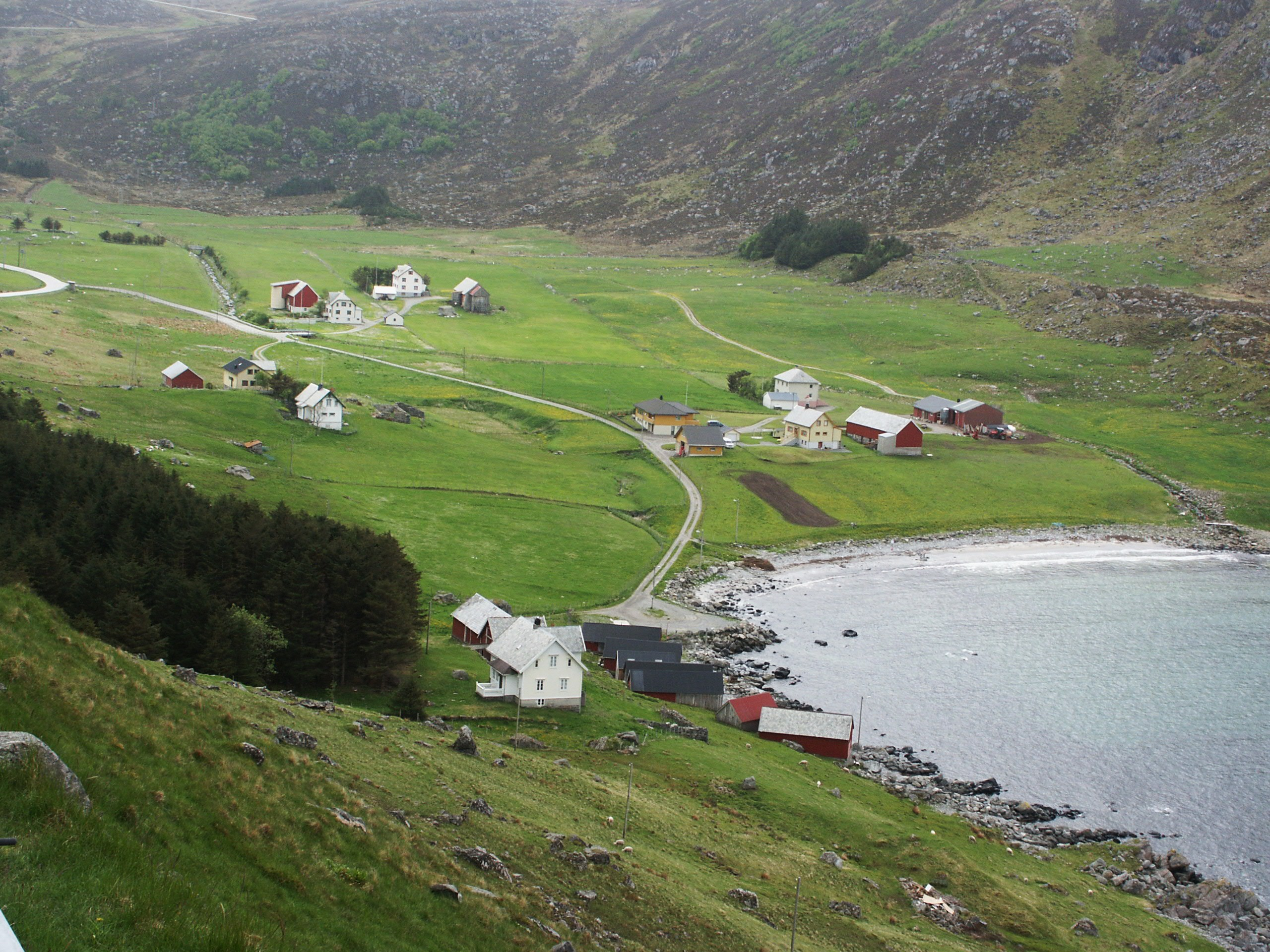
Årvik falu a félszigeten.

## Külső hivatkozások
- Selje honlapja

## Fordítás
- Ez a szócikk részben vagy egészben  a   Selje című angol Wikipédia-szócikk fordításán alapul.  Az eredeti cikk szerkesztőit annak laptörténete sorolja fel. Ez a jelzés csupán a megfogalmazás eredetét és a szerzői jogokat jelzi, nem szolgál a cikkben szereplő információk forrásmegjelöléseként.